# Master of the King’s Music

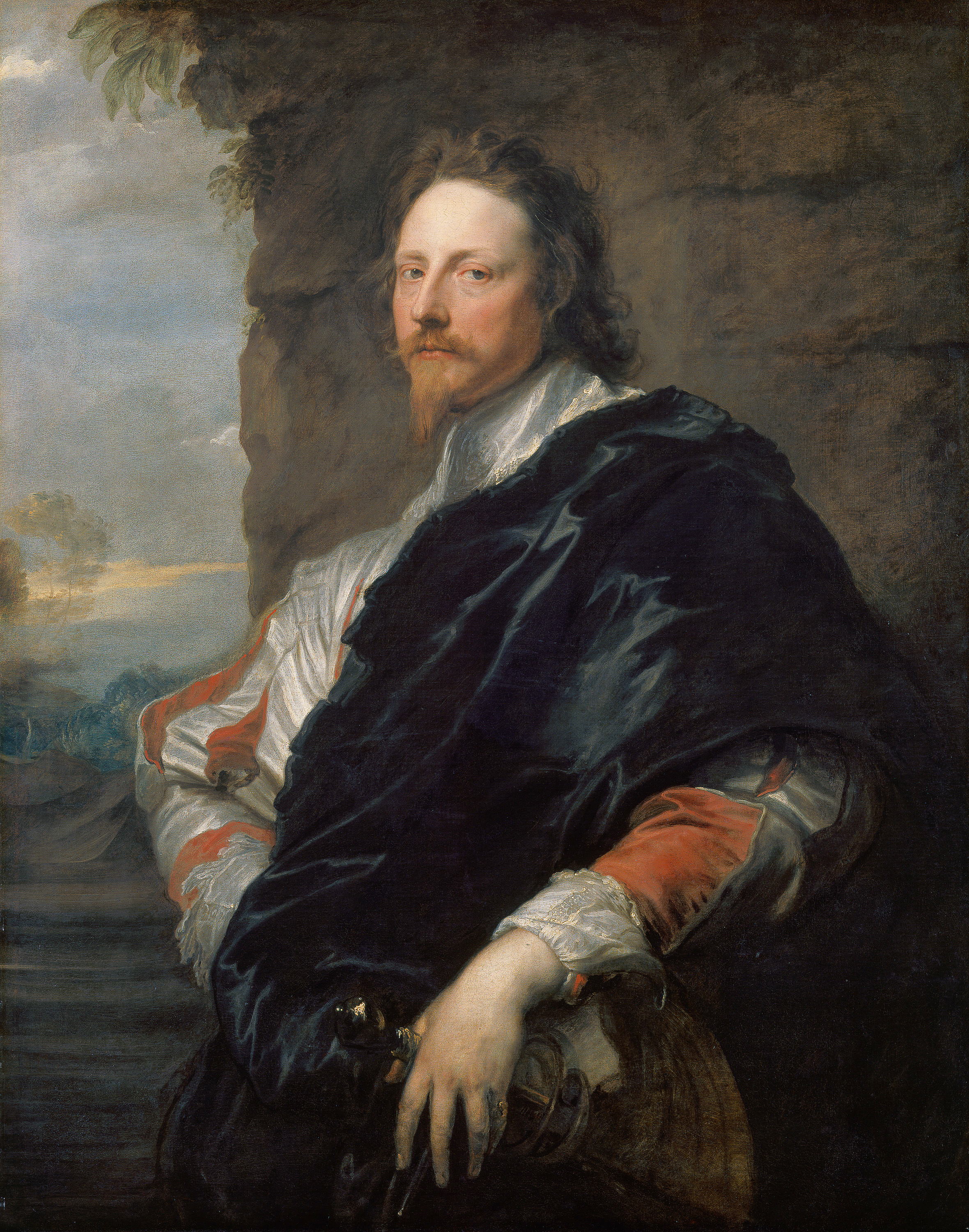
Nicholas Lanier, erster Master of the King’s Music. Gemälde von van Dyck, 1632

Master of the King’s Music bzw. Master of the Queen’s Music (abhängig vom aktuellen britischen Monarchen; Schreibweise bis Anfang des 20. Jahrhunderts Master of the King’s Musick) ist ein höfisches Amt bzw. Ehrentitel der britischen Monarchie, der etwa demjenigen des Poet Laureate entspricht. Der erste Master of the King’s Music wurde 1626 Nicholas Lanier, 2014 wurde mit Judith Weir erstmals eine Frau Master of the Queen’s Music. Seit 2024 ist Errollyn Wallen Trägerin dieses Ehrentitels.

## Entwicklungsgeschichte
Die Tradition von Musikkapellen („Musick“) mit weltlichen Aufgaben am englischen Hof reicht weit zurück. Edward IV. verfügte über 13 Musiker, während die Kapelle von Heinrich VIII. im Jahr 1526 15 Trompeten, drei Lauten, drei Rebecs, drei Tamburine, eine Harfe, zwei Gamben, neun Barockposaunen, eine Schwegel und vier Trommeln umfasste. Das offizielle Amt eines Master of the King’s Music(k) wurde 1626 während der Regentschaft Charles I. eingeführt und Nicholas Lanier übertragen. Der Master of Music war für die Leitung der musikalischen Umrahmung der Mahlzeiten und anderer höfischer Anlässe verantwortlich. Während der Herrschaftszeit von James II. erhielt der Master of Music auch die Aufgabe, zu königlichen Geburtstagen und Neujahrsfeiern Oden zu komponieren. Die Verpflichtung zur Oden-Komposition wurde allerdings nicht lange beibehalten und die Aufgabe des Masters of Music konzentrierte sich vorwiegend auf königliche Hochzeiten, Taufen und ähnliche Anlässe.
Die Bedeutung der höfischen Kapelle nahm später insgesamt ab, zur Zeit von Edward VII. spielte sie keine eigenen Konzerte mehr und übernahm nur noch gelegentliche Aufgaben am Hof. Mit dem Verschwinden eigener Hofmusiker unter George V. wandelte sich die Rolle des Master of Music in einen Ehrentitel ohne strenge Verpflichtung zu Kompositionen, die aber nach wie vor bei besonderen Gelegenheiten entstanden, so etwa 1931 Edward Elgars The Nursery Suite für die Prinzessinnen Elisabeth und Margaret, oder 1953 zur Krönung von Elisabeth II. ein Coronation March von Arnold Bax sowie ein Processional for the Coronation von dessen Nachfolger Arthur Bliss. Für das Silberne Thronjubiläum der Queen 1977 schuf Malcolm Williamson eine Mass of Christ the King. Auch der nächste Titelinhaber Peter Maxwell Davies vertonte 2006 einen Text des Poet Laureates zum 80. Geburtstag der Königin und schrieb 2013 ein Christmas Carol für sie.
Mit der Ernennung von Peter Maxwell Davies zum Master of the Queen’s Music 2004 wurde der bislang auf Lebenszeit vergebene Titel auf eine Dauer von nunmehr zehn Jahren beschränkt. 2014 wurde mit der Komponistin Judith Weir erstmals eine Frau Trägerin dieses Titels, 2024 mit Errollyn Wallen erstmals eine Person of Color.

## Zeitliche Abfolge der Masters of Music
1. Nicholas Lanier, 1626–1666
2. Louis Grabu, 1666–1674
3. Nicholas Staggins, 1674–1700
4. John Eccles, 1700–1735
5. Maurice Greene, 1735–1755
6. William Boyce, 1757–1772
7. John Stanley, 1772–1786
8. William Parsons, 1786–1817
9. William Shield, 1817–1829
10. Christian Kramer, 1829–1834
11. Franz Cramer, 1834–1848
12. George Frederick Anderson, 1848–1870
13. William George Cusins, 1870–1893
14. Walter Parratt, 1893–1924
15. Edward Elgar, 1924–1934
16. Walford Davies, 1934–1941
17. Arnold Bax, 1942–1953
18. Arthur Bliss, 1953–1975
19. Malcolm Williamson, 1975–2003
20. Peter Maxwell Davies, 2004–2014
21. Judith Weir, 2014–2024
22. Errollyn Wallen, seit 2024